# Pseudoncholaimus saveljevi
Pseudoncholaimus saveljevi is een rondwormensoort uit de familie van de Oncholaimidae. De wetenschappelijke naam van de soort is voor het eerst geldig gepubliceerd in 1927 door Filipjev.